# Нант-4 (кантон)
Нант-4 (фр. Nantes-4) — кантон во Франции, находится в регионе Пеи-де-ла-Луар, департамент Атлантическая Луара. Входит в состав округа Нант.

## История
В результате реформы 2015 года состав кантона изменился: в него были добавлены некоторые кварталы, ранее входившие в состав упразднённого кантона Нант-11.

## Состав кантона с 22 марта2015 года
В состав кантона входят юго-западные кварталы города Нант.

## Политика
С 2021 года кантон в Совете департамента Атлантическая Луара представляют руководитель проектов в области социального жилья Жером Алемани (Jérôme Alemany) (Социалистическая партия) и преподаватель колледжа Луиза Паён (Европа Экология Зелёные).
|                | Кандидаты                              | Партия               | Первый тур | Первый тур     | Второй тур | Второй тур |
| Кол-во голосов | Кандидаты                              | Партия               | % голосов  | Кол-во голосов | % голосов  |            |
| -------------- | -------------------------------------- | -------------------- | ---------- | -------------- | ---------- | ---------- |
|                | Жером Алемани Луиза Паён               | Левый блок ― Зелёные | 3 508      | 42,73          | 5 351      | 60,27      |
|                | Алексис Вентребер Кларисса Одуэн-Бриан | Разные правые        | 2 062      | 25,12          | 3 527      | 39,73      |
|                | Риад Браим Донатьен Шуто               | Вперёд, Республика!  | 1 310      | 15,96          |            |            |
|                | Ибраим Нидаль Морган Петито            | Разные левые         | 1 068      | 13,01          |            |            |
|                | Режин Катийон Нордин Седу              | Разные левые         | 262        | 3,19           |            |            |

|                | Кандидаты                          | Партия                  | Первый тур | Первый тур     | Второй тур | Второй тур |
| Кол-во голосов | Кандидаты                          | Партия                  | % голосов  | Кол-во голосов | % голосов  |            |
| -------------- | ---------------------------------- | ----------------------- | ---------- | -------------- | ---------- | ---------- |
|                | Абасия Акем Жером Алемани          | Социалистическая партия | 4085       | 33,88          | 6019       | 53,48      |
|                | Розан Амель Гийом Ришар            | Правый блок             | 3610       | 29,94          | 5235       | 46,52      |
|                | Бертран Врен Эдья Манаи-Боше       | Европа Экология Зелёные | 1580       | 13,10          |            |            |
|                | Кандис Лам Лоик Ле Нага            | Национальный фронт      | 1395       | 11,57          |            |            |
|                | Филипп Латомб Армель Мишло-Пельтье | Разные правые           | 626        | 5,19           |            |            |
|                | Мари Анник Бенатр Андре Морис      | Левый фронт             | 487        | 4,04           |            |            |
|                | Орельян Буле Соня Мезьян           | Прочие                  | 276        | 2,29           |            |            |